# Rhopalophion parallelus
Rhopalophion parallelus là một loài tò vò trong họ Ichneumonidae.